# Anita Barker Andersen
Anita Andersen, känd som Anita Barker Andersen, ogift Ivarsson, född 23 september 1945 i Kristianstad, är en svensk musiker, författare och evangelist.
Anita Barker Andersen växte upp i Skåne. Familjen var troende och tillhörde Evangeliska Fosterlandsstiftelsen (EFS). Vid 15 års ålder drabbades hon av en sjukdom som skulle göra henne så gott som blind, men målmedveten gick hon två år senare ändå ut som EFS-evangelist. Hon var med och startade EKO-teamet som var en av de första musikgrupperna i landet som använde elinstrument i kyrkorna. Gruppen gav ut tre skivor, turnerade i folkparker och medverkade i Sveriges Radio.
Som 19-åring reste Anita Barker Andersen till London där hon arbetade med föräldralösa barn som levde i slummen. Detta skedde i Frälsningsarméns regi. Hon reste till USA när hon var 23 år för att arbeta i den kristna organisationen Teen Challenge. Hon gick också bibelskolan "Faith school of theology" under sin tid i USA.
Anita Barker Andersen har gett ut ett flertal böcker, bland annat den självbiografiska Fångad av hopp som kom ut 2009.
Hon var gift 1971–1999 med psykologiprofessor Edgar Ellis Barker (född 1950) och är från 2007 gift med Erik Andersen (född 1945).